# غار مرل اشکفت ۲
غار مرل اشکفت ۲ مربوط به دوران پارینه‌سنگی میانی است و در شهرستان هرسین، بخش بیستون، دهستان شیرز، ۱/۵ کیلومتری شرق روستای چهر واقع شده و این اثر در تاریخ ۲۶ اسفند ۱۳۸۷ با شمارهٔ ثبت ۲۵۴۴۵ به‌عنوان یکی از آثار ملی ایران به ثبت رسیده است.